# Mauchamps
Mauchamps är en kommun i departementet Essonne i regionen Île-de-France i norra Frankrike. Kommunen ligger i kantonen Étréchy som tillhör arrondissementet Étampes. År 2022 hade Mauchamps 379 invånare.

## Befolkningsutveckling
Antalet invånare i kommunen Mauchamps
| Referens: INSEE |